# Héctor Rodríguez Castro
Pour les articles homonymes, voir Castro.
Héctor Rodríguez Castro, né le 26 mars 1982 à Rio Chico, dans l'État de Miranda, est un avocat et homme politique vénézuélien. 

## Biographie
Héctor Rodríguez Castro a commencé sa vie politique comme leader étudiant au sein de l'université centrale du Venezuela (UCV). En 2004, il remporte la présidence du centre des étudiants de l'école de droit de l'UCV avec le mouvement PIE. L'année suivante, Il devient une figure importante du Secrétariat des Revendications de la Fédération des centres étudiants au sein de la même faculté. Héctor Rodríguez fait ses premiers pas sur la scène nationale en participant au débat télévisé opposant étudiants de l'opposition et étudiants chavistes.  La confrontation filmée au sein de l'Assemblée nationale a été diffusée le 7 juin 2007.
Désigné par Hugo Chavez ministre du pouvoir populaire au sein du bureau de la présidence le 3 août 2008, il occupe cette fonction jusqu'en décembre de la même année.
Héctor Rodríguez est le seul jeune élu par les bases psuvistas comme membre de la direction nationale du Parti socialiste unifié du Venezuela (PSUV) en 2008. Il participe au Congrès fondateur de la Juventud del PSUV, organisé du 11 au 13 septembre 2008, organisation dont il assure depuis les fonctions de Coordinateur National.
Le 3 mars 2009, il a été désigné comme vice-ministre des Politiques étudiantes, sous la direction du ministère du pouvoir populaire pour l'Éducation Supérieure. A la même période, il occupe le poste de vice-recteur des Affaires Sociales de l'université nationale expérimentale des forces armées (Unefa).
Le 23 juin 2010, Héctor Rodríguez Castro est nommé ministre du pouvoir populaire chargé du Sport.
En février 2011, il est désigné deuxième vice-président pour le secteur social du Conseil des ministres révolutionnaires du gouvernement bolivarien.
Le 21 avril 2013, il devient ministre du pouvoir populaire chargé de la Jeunesse du gouvernement bolivarien du Venezuela pour le gouvernement de Nicolás Maduro.
Le 9 janvier 2014, il est désigné ministre du pouvoir populaire pour l'Éducation. Il est élu député de l'État Bolívar lors des élections parlementaires du 6 décembre 2015.
À l'issue des élections régionales de 2017, il est élu gouverneur de l'État de Miranda, succédant au chef de l'opposition au niveau national, Henrique Capriles. 
Aux élections régionales de novembre 2021, il est réélu gouverneur de l'État avec 48.19 % des voix.